# 152 mm/55 Mod. 1934/1936
152 mm/55 Mod. 1934/1936 — 152-миллиметровое корабельное артиллерийское орудие, разработанное и производившееся в Италии. Состояло на вооружении Королевских ВМС Италии. Было развитием 152-мм орудия Mod. 1926/1929. Модель 1934 года была разработана компанией Ansaldo, модель 1936 года производилась по лицензии компанией OTO. Различия между моделями были незначительны. К началу Второй мировой войны устарели, но широко использовались флотом. Применялись на лёгких крейсерах типа «Джузеппе Гарибальди» в качестве главного калибра и в качестве противоминной артиллерии на линейных кораблях типа «Литторио». Эти орудия оказались наиболее точными из итальянских 152-миллиметровых (6 ") корабельных орудий времён Второй мировой войны.